# 氏名権
氏名権（しめいけん）とは、氏名を他人に使用させず、排他的に占有しうる権利であり、人格権の一つである。

## 概要
ドイツ民法（BGB）では、実定法上の個別的人格権の一つとして、第12条「氏名権」（"§12 BGB Namensrecht." ナーメンスレヒト）を定めており、氏名権侵害に対し同823条（§823 BGB）に基づく損害賠償を請求できる（オーストリア・スイスなどのドイツ法に倣う民法を持つ国においても同様の規定が存在する）。もっともドイツの裁判所においては、氏名権、商標権、及び「著作権の人格権的要素」など法において明文化された個別的人格権を保護法益として認める一方、これらを含めた「一般的人格権」は、BGB 823条1項（"§823 Abs. 1 BGB"）に列挙されているような損害賠償の対象となる保護法益には含めないとの考えが1920年代後半まで支配的であった。しかしその後著作権関連の判例を通じて積極的に人格権を保護するようになった（同時に「著作権の人格権的要素」は著作者人格権として正式に分離される）。
コモン・ローでは氏名権は一切認められていない。

## 氏名権 (日本)
日本の実定法において、氏名権（しめいけん）の明文規定は存在せず、日本国憲法第13条（幸福追求権）を根拠規定として判例により確立されてきた（不文法）。
人格権または「人格的な利益」に相当の故、侵害行為に対して不法行為法上の保護法益であると認めた判例がある（昭和58年（オ）第1311号 謝罪広告等請求事件、昭和63年2月16日最高裁判決）。
氏名権は次の具体的な権利・法益からなる：
- (氏名呼称権) 氏名を正確に呼称される利益[9]
- (氏名専用権) 氏名を他人に冒用されない権利・利益[10]